# Sølyst (Klampenborg)
 For alternative betydninger, se Sølyst. (Se også artikler, som begynder med Sølyst)
Sølyst er et landsted beliggende Emiliekildevej 2 i Klampenborg, Gentofte Kommune. Det huser i dag Den Kongelige Skydebane (Det Kongelige Kjøbenhavnske Skydeselskab og Danske Broderskab).
Det første Sølyst var et bindingsværkshus på 11 fag opført af J. Frøichen i 1724. Sølyst blev i 1753 købt af storkøbmanden Just Fabritius, der også ejede det nærliggende rokokopalæ Christiansholm, som han havde opført i 1746. Han opførte omkring 1760 den bygning, der i ombygget skikkelse ses i dag. Den blev ombygget ved G.F. Hetsch i 1848 og af Robert Hansen i 1948.
I finansminister Ernst Heinrich von Schimmelmanns ejertid var Sølyst om sommeren rammen om et kultiveret og berømmet socialt liv, hvor tidens kulturpersonligheder og kunstnere udfoldede sig. Schimmelmann rejste i 1782 monumentet Emiliekilde for sin afdøde hustru Emilie Schimmelmann, født Rantzau.
I 1948 blev landstedet købt af Den Kongelige Skydebane, der indtil da havde ligget i et palæ på Vesterbrogade i København, og den 15. september 1949 indviede Det Kongelige Kjøbenhavnske Skydeselskab og Danske Broderskab det nyistandsatte Sølyst ved en storslået fest med deltagelse af Kong Frederik 9. og Dronning Ingrid.
Sølyst er ikke fredet, men er tildelt højest mulige bevaringsværdi (1) på SAVE-skalaen.

## Ejere af Sølyst
- (1724-1753) J. Frøichen
- (1753-1766) Just Fabritius
- (1771-1831) Ernst Heinrich von Schimmelmann
- (1831-1840) Adelaide von Løwenstern (Löwenstern)[2] [3]
- (1840-1858) Johannes Theodor Suhr
- (1858-1875) Ole Bernt Suhr
- (1875-1897) Ida Marie Bech gift Suhr
- (1913-1924) Emil Glückstadt
- (1924-1948) Gorm Rasmussen
- (1948-) Den Kongelige Skydebane